# Cirrhoscyllium
Cirrhoscyllium is een geslacht van kraakbeenvissen uit de familie van de tapijthaaien (Parascylliidae).

## Soorten
- Cirrhoscyllium expolitum Smith & Radcliffe, 1913
- Cirrhoscyllium formosanum Teng, 1959
- Cirrhoscyllium japonicum Kamohara, 1943